# Milly Enderlin
Milly Enderlin (* 1916; † 1997) war eine Schweizer Redaktorin und Soroptimistin.
Enderlin war Redaktorin des Bündner Frauenblattes und führte von 1948 bis 1952 das Bezirkssekretariat Pro Juventute in Chur. Ab 1954 führte sie eine private Erziehungsberatung. Von 1954 bis 1979 war sie Chefredakteurin der Schweizerischen Lehrerinnenzeitung.
Enderlin war Mitglied des Wohltätigkeitsclubs Soroptimist International Suisse - Schweiz - Svizzera in Chur.
Durch eine testamentarische Verfügung von Milly wurde 1997 die  Stiftung Bündner Literaturpreis errichtet.